# Thiel-sur-Acolin
Thiel-sur-Acolin é uma comuna francesa na região administrativa de Auvérnia-Ródano-Alpes, no departamento Allier. Estende-se por uma área de 57,33 km². Em 2010 a comuna tinha 1 114 habitantes (densidade: 19,4 hab./km²).